# Pierre Dewin
Pierre Dewin est un joueur de water-polo belge né en 1894.

## Biographie
Piette Dewin remporte avec l'équipe de Belgique de water-polo masculin la médaille d'argent aux Jeux olympiques d'été de 1920 à Anvers et aux Jeux olympiques d'été de 1924 à Paris.